# إلفيرا وود
إلفيرا وود (بالإنجليزية: Elvira Wood)‏ هي مبارزة بالسيف جنوب أفريقية، ولدت في 8 فبراير 1971 في Pongola, KwaZulu-Natal ‏ في جنوب أفريقيا.

## وصلات خارجية
- إلفيرا وود على موقع أوليمبيديا (الإنجليزية)